# Jeunes Musulmans
 (mai 2025).
La mise en forme du texte ne suit pas les recommandations de Wikipédia : il faut le « wikifier ».
Les points d'amélioration suivants sont les cas les plus fréquents. Le détail des points à revoir est peut-être précisé sur la page de discussion.
- Les titres sont pré-formatés par le logiciel. Ils ne sont ni en capitales, ni en gras.
- Le texte ne doit pas être écrit en capitales (les noms de famille non plus), ni en gras, ni en italique, ni en « petit »…
- Le gras n'est utilisé que pour surligner le titre de l'article dans l'introduction, une seule fois.
- L'italique est rarement utilisé : mots en langue étrangère, titres d'œuvres, noms de bateaux, etc.
- Les citations ne sont pas en italique mais en corps de texte normal. Elles sont entourées par des guillemets français : « et ».
- Les listes à puces sont à éviter, des paragraphes rédigés étant largement préférés. Les tableaux sont à réserver à la présentation de données structurées (résultats, etc.).
- Les appels de note de bas de page (petits chiffres en exposant, introduits par l'outil «  Source ») sont à placer entre la fin de phrase et le point final[comme ça].
- Les liens internes (vers d'autres articles de Wikipédia) sont à choisir avec parcimonie. Créez des liens vers des articles approfondissant le sujet. Les termes génériques sans rapport avec le sujet sont à éviter, ainsi que les répétitions de liens vers un même terme.
- Les liens externes sont à placer uniquement dans une section « Liens externes », à la fin de l'article. Ces liens sont à choisir avec parcimonie suivant les règles définies. Si un lien sert de source à l'article, son insertion dans le texte est à faire par les notes de bas de page.
- La présentation des références doit suivre les conventions bibliographiques. Il est recommandé d'utiliser les modèles {{Ouvrage}}, {{Chapitre}}, {{Article}}, {{Lien web}} et/ou {{Bibliographie}}. Le mode d'édition visuel peut mettre en forme automatiquement les références.
- Insérer une infobox (cadre d'informations à droite) n'est pas obligatoire pour parachever la mise en page.

Pour une aide détaillée, merci de consulter Aide:Wikification.
Si vous pensez que ces points ont été résolus, vous pouvez retirer ce bandeau et améliorer la mise en forme d'un autre article.
 (mai 2025).
Jeunes Musulmans ou « Les Jeunes Musulmans » (Bosnien : Mladi muslimani) est une organisation islamiste créée en 1941 dans le royaume de Yougoslavie et active pendant la Seconde Guerre mondiale dans l'État indépendant de Croatie et après la guerre dans la république fédérative socialiste de Yougoslavie par un groupe de Bosniaques. L'organisation opérait comme un réseau clandestin en république socialiste de Bosnie-Herzégovine. Finalement, l'organisation disparue après l'arrestation de ses dirigeants par les autorités communistes yougoslaves en 1949. 
Bien qu'idéologiquement panislamistes, les Jeunes Musulmans avaient une forte composante nationaliste, prônant l'autonomie d'une Bosnie-Herzégovine dominée par les musulmans Bosniaques.

## Histoire

### Seconde Guerre mondiale
À la fin des années 1930, des jeunes musulmans bosniaques ont créé des organisations religieuses appelées Trezvenost (en français : sobriété) à Sarajevo et Ihvan "dérivé de l'arabe Ikhwan" (en français : frères) à Mostar. 
Au fur et à mesure que ces organisations se politisaient, elles se rapprochèrent pour former l'organisation des Jeunes Musulmans. Ils ont également établi une troisième succursale à Zagreb Les jeunes musulmans ressemblaient aux autres mouvements islamistes de l’époque, tant sur le plan sociologique qu’idéologique. Ils se caractérisaient par leur opposition au réformisme.
Étant donné que les Jeunes Musulmans ont été fondés juste avant l'effondrement du royaume de Yougoslavie et que peu de temps après que la Bosnie-Herzégovine est devenue une partie de l'État indépendant de Croatie nouvellement établi, un État fantoche de l'Axe dirigé par les fascistes croates Oustachis, les Jeunes Musulmans ont essayé de proposer le panislamisme comme une réponse à une crise d'identité des musulmans bosniaques.
En raison d’une opposition commune aux réformes, les jeunes musulmans ont été étroitement liés à l’association El-Hidaje. Pour éviter d'être dissous ou fusionnés avec une organisation oustachi, l'organisation Jeunes Musulmans a été transformée en la branche "jeunesse" d'El-Hidaje. Au fil du temps, les Jeunes Musulmans ont étendu leur réseau et ont réussi à couvrir la plupart des villes de Bosnie-Herzégovine.
Les jeunes musulmans se sont engagés dans deux types d’activités. D'une part, au sein d'El-Hidaje, ils organisaient des activités religieuses, notamment des réunions, des prières en congrégation et des célébrations de l'anniversaire de Mahomet. D'autre part, ils ont participé à l'organisation caritative Merhamet (en français : charité) et s'occupaient des réfugiés musulmans de l'est de la Bosnie-Herzégovine.
Les Oustachis ont mené une politique de « croatisation » des musulmans bosniaques qui étaient présentés comme des « Croates de religion musulmane », une politique soutenue par des dirigeants de l'Organisation musulmane yougoslave dirigée par Džafer Kulenović.
Dans le même temps, les musulmans bosniaques furent victimes des massacres des Tchetniks, qui constituaient en partie une réaction aux politiques répressives des Oustachis contre les Serbes de souche. C'est pourquoi une partie des musulmans bosniaques souhaitaient prendre leurs distances avec les Oustachis, et plusieurs résolutions furent adoptées à l'initiative d'El-Hidaja condamnant la politique des Oustachis.
Les Jeunes Musulmans se sont impliqués dans la diffusion de résolutions et ont rejoint les revendications en faveur de l’autonomie de la Bosnie-Herzégovine. Avec le soutien du grand mufti de Jérusalem, Amin al-Husseini, leurs besoins furent présentés aux autorités allemandes nazies sous la forme d'un mémorandum dans lequel ils offraient le soutien des musulmans bosniaques en échange d'une autonomie sous le patronage direct du Troisième Reich.
Bien que cette initiative soit restée sans résultat, elle a conduit à la formation de la division Waffen-SS Handschar, divison nazie de la SS à prédominance bosniaque, à laquelle ont adhéré de nombreux membres de l'organisation Jeunes Musulmans. Vers la fin de la guerre, cependant, la majorité de la division a rejoint les partisans communistes yougoslaves dirigés alors par Josip Broz Tito, en grande partie à la suite de la mutinerie de Villefranche-de-Rouergue.

### Après la guerre
Les partisans yougoslaves ont gagné la guerre et le Parti communiste de Yougoslavie a pris le contrôle de la république fédérative socialiste de Yougoslavie nouvellement créée. Les autorités communistes yougoslaves ont complètement supprimé El-Hidaje, et les Jeunes Musulmans sont devenus par la suite une organisation clandestine et complètement autonome. 
Ils se sont reconstitués autour des trois groupes fondateurs à Sarajevo, Mostar et Zagreb. Plus tard, les Jeunes Musulmans se sont répandus dans une trentaine de petites ou grandes villes et dans de nombreux autres villages en Bosnie-Herzégovine et au-delà.
La Seconde Guerre mondiale et l'athéisme d'État du nouveau gouvernement communiste ont conduit à une politisation et une radicalisation accrues des Jeunes Musulmans. La brochure intitulée « Comment allons-nous combattre ? » décrit six objectifs fondamentaux d'après-guerre des Jeunes Musulmans, parmi lesquels :
– l'établissement d'une société islamique dans les Balkans
– l'établissement d'un ordre islamique
– la libération et l'unification politique et spirituelle du monde musulman en un immense État islamique ou union d'États.
Après la guerre, les intérêts des musulmans bosniaques ont été menacés par les politiques des autorités communistes yougoslaves. En effet, les communistes yougoslaves ont attaqué les privilèges établis par le statut d'autonomie de 1909, adopté alors que la Bosnie-Herzégovine faisait partie de l'Autriche-Hongrie. 
En 1947, les communistes ont nationalisé les waqf (fonds de dotation religieux) et les tribunaux de la charia ont été abolis. Le système d’enseignement religieux a été progressivement aboli de 1947 à 1952. La loi promulguée le 28 septembre 1950 interdit le voile aux femmes musulmanes. De plus, la guerre froide a intensifié les craintes d’un conflit armé en Bosnie-Herzégovine.
La branche des Jeunes Musulmans de Mostar a donc publié une proclamation dans laquelle elle désignait le communisme comme le plus grand ennemi. Dans le même temps, leur proclamation appelle à la lutte contre les nouvelles autorités yougoslaves. Les Jeunes Musulmans critiquaient la stratégie d'avant-guerre de l'Organisation musulmane yougoslave, l'intelligentsia laïque de Bosnie-Herzégovine et les compromis avec les autorités communistes yougoslaves.
Ils se sont déclarés « organisation d’éducation et de lutte » dans ce qu’ils ont appelé les « jours du djihad ». Contrairement au groupe de Mostar, qui a réussi dans une certaine mesure à s’étendre à la population rurale et à se préparer à la lutte armée, le reste des Jeunes Musulmans étaient très limités dans leurs activités. Leur activité était centrée sur l’éducation des jeunes urbains et leur recrutement, l’expansion des réseaux informels et les activités culturelles dans le but de réislamiser la société bosniaque.
Bien que les Jeunes Musulmans aient prôné en principe un hypothétique État panislamique, leur travail s'est concentré sur le renversement et la destruction de l'État communiste yougoslave existant en Bosnie-Herzégovine, et sur la création d'une Bosnie-Herzégovine autonome dominée par les musulmans bosniaques. Une telle action était plus nationaliste que panislamiste. 
Cela se reflète également dans l’attitude des Jeunes Musulmans envers le monde musulman. Par exemple, leur soutien à la création du Pakistan en tant qu'État doté d'une identité nationale issue d'une identité religieuse sous la direction de la Ligue musulmane nationaliste de Muhammad Ali Jinnah, malgré les critiques que la Ligue musulmane a reçues de la part du Jamaat-e-Islami panislamiste d'Abul A'la Maududi.
Les premières arrestations de Jeunes Musulmans ont eu lieu en mars 1946 à Sarajevo. Parmi les personnes arrêtées figuraient Nedžib Šaćirbegović, Ešref Čampara et Alija Izetbegović (futur premier président de la république de Bosnie-Herzégovine). Chacun d’eux a été condamné à une lourde peine de prison. Une autre vague d’arrestations a eu lieu en 1947 et 1948 en Bosnie-Herzégovine.
Néanmoins, l’organisation a continué à se développer. Cependant, avec la scission entre Tito et Staline, qui était le résultat du point culminant d’un conflit entre les dirigeants politiques de la Yougoslavie et de l’Union soviétique, les Jeunes Musulmans ont beaucoup souffert. Les principaux dirigeants de l’organisation à Sarajevo, Mostar et Zagreb ont été arrêtés. Quatre d'entre eux, Hasan Biber, Halid Kajtaz, Omer Stupac et Nusret Fazlibegović furent condamnés à mort à l'issue d'un procès qui eut lieu en août 1949 à Sarajevo. Après avoir perdu son leadership, les Jeunes Musulmans ont rapidement disparu.